# Maden (Gudensberg)
Maden ist ein Stadtteil von Gudensberg im nordhessischen Schwalm-Eder-Kreis.
Mit gut 1000 Einwohnern ist das Dorf der drittgrößte Stadtteil von Gudensberg. Es gilt als einer der ältesten urkundlich erwähnten Ortschaften in Hessen und liegt im Mittelpunkt des historischen Hessengaus. Die zahlreichen alten Fachwerkhäuser im Ortskern zeugen von langer Vergangenheit. Noch heute ist der Ort von landwirtschaftlichen Betrieben geprägt, die die fruchtbaren Lössböden der Umgebung bearbeiten.

## Geographische Lage
Maden liegt rund 1,5 km südsüdöstlich der Kernstadt und direkt südwestlich der Basaltkuppe Mader Stein, an der sich ein Naherholungsgebiet befindet. Das Dorf wird etwa in Nord-Süd-Richtung vom Ems-Zufluss Goldbach durchflossen. Vom Dorf führt die Landesstraße 3220 nordwestwärts in die Kernstadt.

## Geschichte
Vorgeschichte

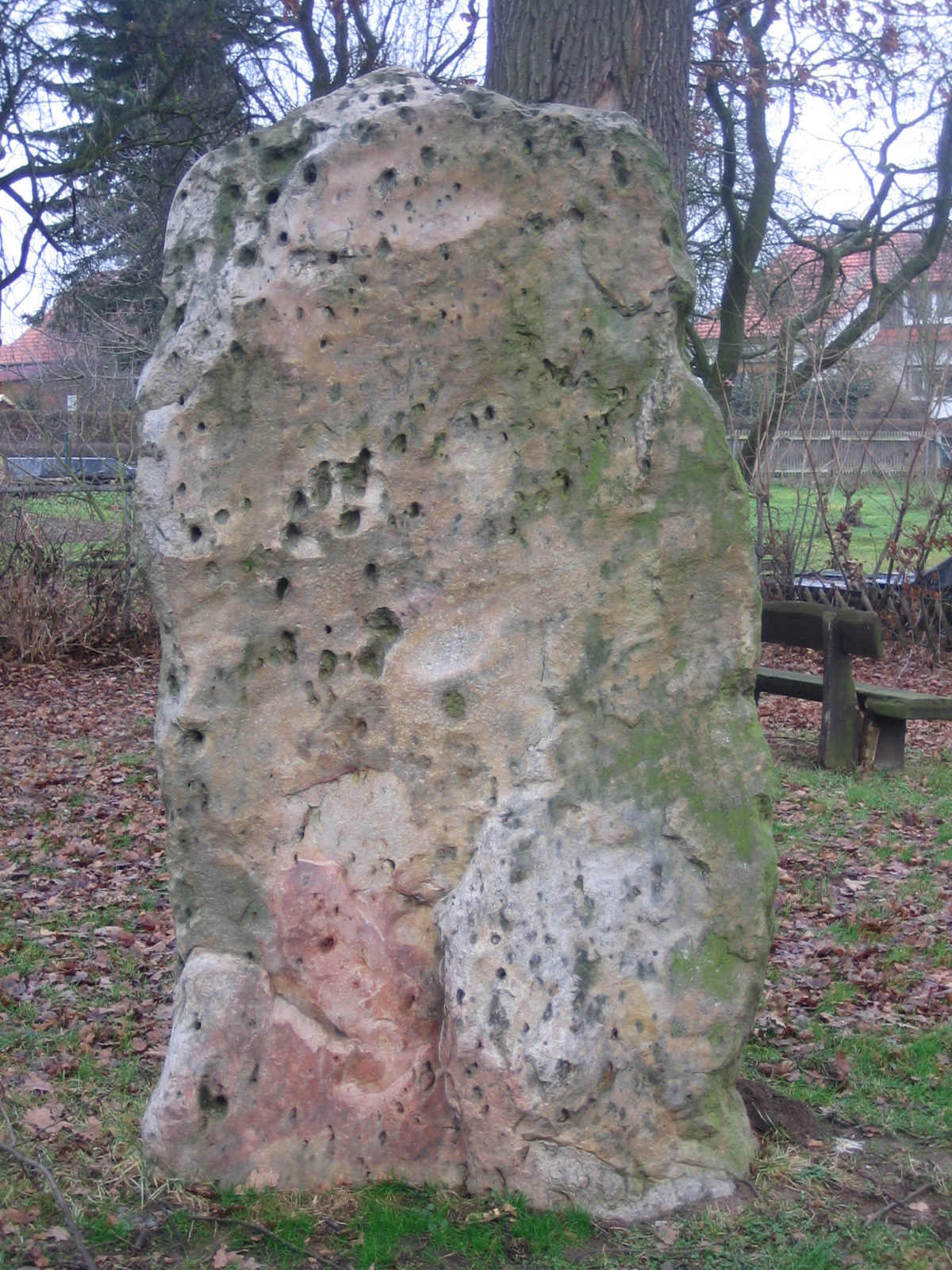
Der Wotanstein in Maden

Im Sommer und Herbst 2007 wurde zwischen Gudensberg und Maden ein Teil einer bedeutenden jungsteinzeitlichen Siedlung aus der Zeit von 5500 bis 4900 v. Chr. ausgegraben. Dabei wurden u. a. die Reste mehrerer typische Langhäuser, Grubenöfen zum Backen, Vorratsgruben für Getreide, mehrere menschliche Bestattungen, Getreidemühlen und Bandkeramikscherben gefunden. Zur Zeit der Chatten war Maden einer der Hauptorte im Chattenland. Auf der Mader Heide am Mader Stein hielten sie ihre Things ab.
Ortsgeschichte
Die älteste bekannte schriftliche Erwähnung von Maden erfolgte unter dem Namen Mathanon Breviarium sancti Lulli der Reichsabtie Hersfeld und wird in die Zeit 775–785 datiert. Im Jahr 1046 wurde Maden urkundlich als „Madanum“, 1061 als „Madena“ bezeichnet. Ab 1295 wird der Ort als „major Maden“ bezeichnet, zur Unterscheidung vom benachbarten Lützelmaden.
Im Jahr 1027 wurde der schwäbische Graf Werner von Winterthur von Konrad II. als Gaugraf mit Sitz Maden eingesetzt. Er und seine Nachfolger nannten sich nunmehr Grafen im Hessengau oder „Grafen von Maden“. Graf Werner IV. trug im Jahre 1118 die Grafschaft Maden, die bis dahin Reichslehen gewesen war und aus der rund 250 Jahre später die Landgrafschaft Hessen erwuchs, dem Erzbistum Mainz zu Lehen auf und erhielt sie als solches zurück. Dies sollte in der Folgezeit zu erheblichen Komplikationen in den Beziehungen zwischen dem Erzbistum und den Landgrafen von Thüringen bzw. später von Hessen führen, angefangen mit dem Thüringisch-Hessischen Erbfolgekrieg nach dem Tod Heinrich Raspes im Jahre 1247.
1325 hieß es …Grafschaft und Landgericht zu Hessen, das man nennt das Gericht zu Maden. Die Niedere Gerichtsbarkeit wurde, als landgräflich-hessisches Lehen, seit dem 14. Jahrhundert von Albert Lugelin, von den Herren Holzsadel und einem Gerlach von Linne ausgeübt. 1408 wurde erstmals der Wotanstein in Maden erwähnt.
Maden blieb bis ins 17. Jahrhundert die Malstätte der Landgrafschaft Hessen. 1627 erzwangen die Landstände dort die Abdankung von Landgraf Moritz dem Gelehrten. Der letzte Landtag auf der Mader Heide fand 1654 statt.
Zum 31. Dezember 1971 wurde die bis dahin selbständige Gemeinde Maden im Zuge der Gebietsreform in Hessen auf freiwilliger Basis in die Stadt Gudensberg eingemeindet.
Für Maden wurde, wie für die übrigen Stadtteile, ein Ortsbezirk mit Ortsbeirat und Ortsvorsteher nach der Hessischen Gemeindeordnung eingerichtet.

## Bevölkerung
Einwohnerstruktur 2011
Nach den Erhebungen des Zensus 2011 lebten am Stichtag, dem 9. Mai 2011, in Maden 1062 Einwohner. Darunter waren 18 (1,7 %) Ausländer. Nach dem Lebensalter waren 210 Einwohner unter 18 Jahren, 477 zwischen 18 und 49, 183 zwischen 50 und 64 und 192 Einwohner waren 65 und älter. Die Einwohner lebten in 435 Haushalten. Davon waren 108 Singlehaushalte, 111 Paare ohne Kinder und 177 Paare mit Kindern, sowie 36 Alleinerziehende und 6 Wohngemeinschaften. In 78 Haushalten lebten ausschließlich Senioren und in 294 Haushaltungen lebten keine Senioren.
Einwohnerentwicklung
| Quelle: Historisches Ortslexikon |                            |
| • 1575/85:                       | 37 Hausgesesse             |
| • 1682:                          | 34 Hausgesesse             |
| • 1735:                          | 42 Mannschaften            |
| • 1742/47:                       | 55 Häuser bzw. Hausgesesse |

| Maden: Einwohnerzahlen von 1834 bis 2020 | Maden: Einwohnerzahlen von 1834 bis 2020 | Maden: Einwohnerzahlen von 1834 bis 2020 | Maden: Einwohnerzahlen von 1834 bis 2020 | Maden: Einwohnerzahlen von 1834 bis 2020 |
| --- | ---------------------------------------- | ---------------------------------------- | ---------------------------------------- | ---------------------------------------- |
| Jahr |                                          |                                          |                                          | Einwohner                                |
| 1834 | 1834                                     |                                          | 458                                      | 458                                      |
| 1840 | 1840                                     |                                          | 460                                      | 460                                      |
| 1846 | 1846                                     |                                          | 508                                      | 508                                      |
| 1852 | 1852                                     |                                          | 511                                      | 511                                      |
| 1858 | 1858                                     |                                          | 467                                      | 467                                      |
| 1864 | 1864                                     |                                          | 444                                      | 444                                      |
| 1871 | 1871                                     |                                          | 483                                      | 483                                      |
| 1875 | 1875                                     |                                          | 471                                      | 471                                      |
| 1885 | 1885                                     |                                          | 476                                      | 476                                      |
| 1895 | 1895                                     |                                          | 449                                      | 449                                      |
| 1905 | 1905                                     |                                          | 444                                      | 444                                      |
| 1910 | 1910                                     |                                          | 463                                      | 463                                      |
| 1925 | 1925                                     |                                          | 507                                      | 507                                      |
| 1939 | 1939                                     |                                          | 534                                      | 534                                      |
| 1946 | 1946                                     |                                          | 781                                      | 781                                      |
| 1950 | 1950                                     |                                          | 763                                      | 763                                      |
| 1956 | 1956                                     |                                          | 672                                      | 672                                      |
| 1961 | 1961                                     |                                          | 642                                      | 642                                      |
| 1967 | 1967                                     |                                          | 761                                      | 761                                      |
| 1980 | 1980                                     |                                          | ?                                        | ?                                        |
| 1990 | 1990                                     |                                          | ?                                        | ?                                        |
| 2000 | 2000                                     |                                          | ?                                        | ?                                        |
| 2011 | 2011                                     |                                          | 1.062                                    | 1.062                                    |
| 2020 | 2020                                     |                                          | 1.065                                    | 1.065                                    |
| Datenquelle: Historisches Gemeindeverzeichnis für Hessen: Die Bevölkerung der Gemeinden 1834 bis 1967. Wiesbaden: Hessisches Statistisches Landesamt, 1968. Weitere Quellen: LAGIS; Stadt Gudensberg; Zensus 2011 |                                          |                                          |                                          |                                          |

Historische Religionszugehörigkeit
| Quelle: Historisches Ortslexikon | |
| • 1861:                          | 416 evangelisch-reformiert, 37 jüdische Einwohner                                                     |
| • 1885:                          | 449 evangelische (= 94,12 %), 5 katholische, 22 jüdische (= 1,05 %), ein anderer (= 0,21 %) Einwohner |
| • 1961:                          | 586 evangelische (= 91,28 %), 37 katholische (= 5,76 %) Einwohner                                     |

Historische Erwerbstätigkeit
| • 1961 | Erwerbspersonen: 126 Land- und Forstwirtschaft, 158 Produzierendes Gewerbe, 24 Handel und Verkehr, 31 Dienstleistungen und Sonstiges |

## Politik
Der Ortsbeirat besteht aus sieben Mitgliedern. Bei der Kommunalwahl 2021 betrug die Wahlbeteiligung zur Wahl des Ortsbeirats 54,15 %. Alle derzeitigen Mitglieder gehören der Liste „Gemeinsam für Maden“ an. Der Ortsbeirat wählte Stefan Kattner zum Ortsvorsteher.

## Kirche

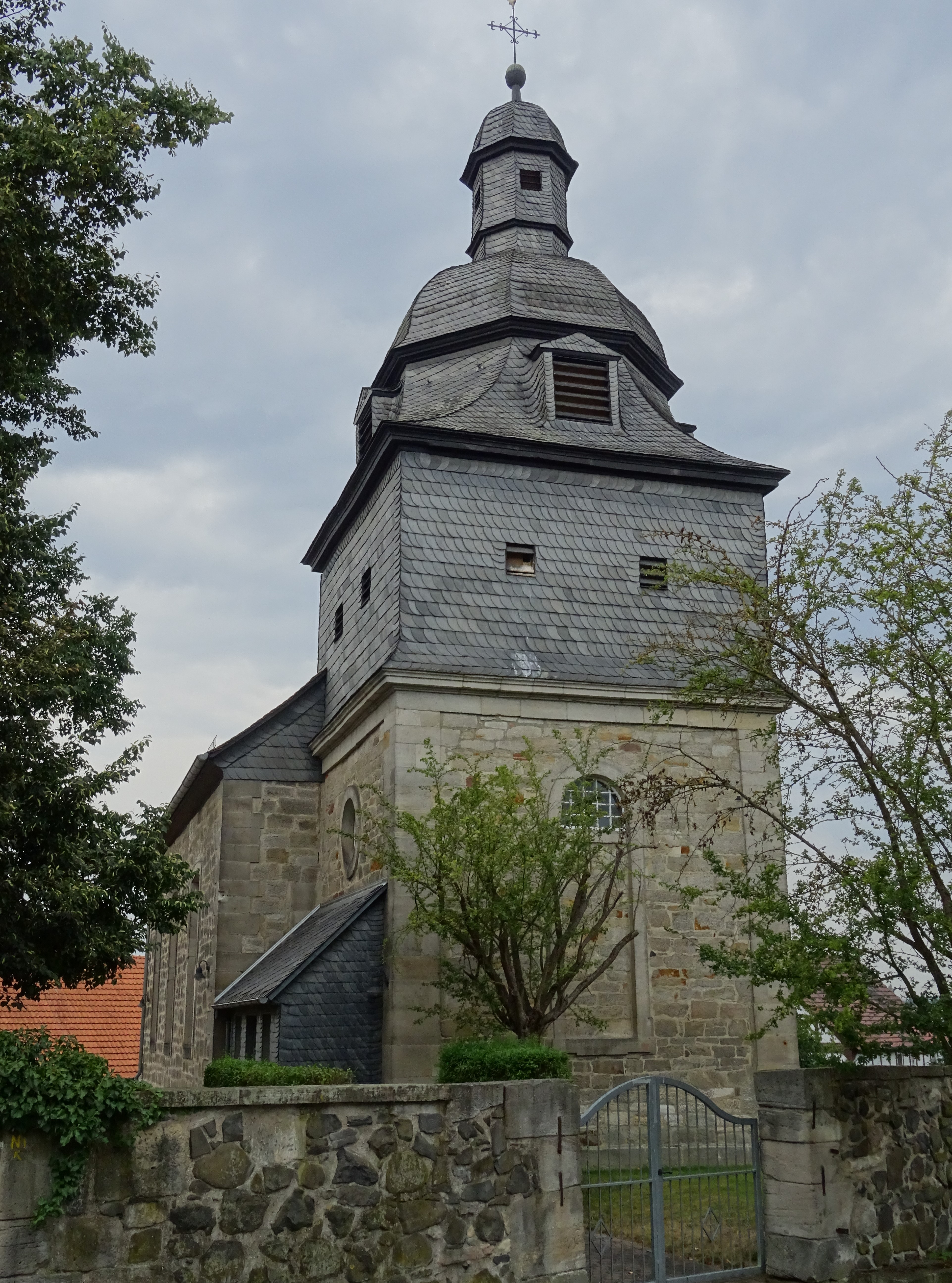
Evangelische Kirche Maden

1773/74 wurde die spätbarocke Predigtkirche anstelle einer durch einen Brand schwer beschädigten Vorgängerkirche errichtet. Teile des mit drei Glocken bestückten Turms stammen aus dem Mittelalter. Im Turm befindet sich ein Gemeinderaum, der durch einen Raumteiler vom Kirchenschiff abgetrennt ist.

## Vereine
Im Ort sind fünf Vereine aktiv, darunter der Sportverein TSV Maden und die seit fast 20 Jahren bestehende Laienspielgruppe „Die Wotansteiner“. Seit 2023 gibt es einen neuen Verein, die Dorfgemeinschaft Maden e. V., deren Zweck neben Heimatpflege und Förderung des traditionellen Brauchtums ist, u. a. die Koordination der 1250-Jahr-Feier vom 12. bis 15. Juni 2025.

## Persönlichkeiten
- Heinrich Freudenstein, Imker